# Meinard Tydeman (1827-1906)
Meinard Tydeman (Tiel, 11 mei 1827 – aldaar, 10 april 1906) was advocaat en lid van Provinciale Staten van Gelderland.
Zijn ouders waren dr. Petrus Hermannus Tydeman (1798-1868), rector van de Latijnse school in Tiel, en Maria Arendina van der Willigen (1807-1827). Zijn moeder overleed toen hij vier maanden oud was.
Tydeman trouwde in 1851 met jonkvrouwe Henriëtte Ewaldine Hélène Reuchlin (1829-1856). Zij kregen drie kinderen: Pieter Herman Adriaan, Meinard jr. en Christine Henriëtte. Zijn vrouw overleed op 4 december 1856.
Zijn schoonvader was jhr. P.A. Reuchlin, stichter van de Nederlandsche Maatschappij van Brandverzekering (1833). Deze was gevestigd in het Tielse Ambtmanshuis. Na het overlijden van zijn schoonvader in 1868 werd Meinard Tydeman directeur van de verzekeringsmaatschappij. Er was intussen een nieuw kantoor voor gebouwd en het gezin ging in het Ambtmanshuis wonen.

## Trivia
Meinard Tydeman’s zoon Pieter Herman Adriaan was de grootvader van actrice Mary Dresselhuys.